# Mount Timolan Protected Landscape
Das Naturschutzgebiet Mount Timolan Protected Landscape liegt in der Provinz Zamboanga del Sur auf der Insel Mindanao in den Philippinen. Es wurde durch den Erlass Nr. 3 der Provinzverwaltung 1992 auf dem Gebiet der Gemeinden Tigbao, Guipos und San Miguel eingerichtet. Das Naturschutzgebiet umfasst eine Fläche von 1.994,80 Hektar und eine umlaufende Pufferzone mit 695,39 Hektar. Das Gebiet ist sehr abgelegen, es führen keine Straßen in das Naturschutzgebiet.
Die Topographie des Naturschutzgebietes wird als zerklüftetes Bergland beschrieben, das mit dem 1.152 Meter hohen Mount Timolan seine größte Höhe erreicht. Die Bodenbeschaffenheit wechselt von sandigen Böden, Lehmböden bis hin zu Tonerden, die eine rötliche Färbung und eine Tiefe von 12 bis 28 cm erreichen und einen niedrigen pH-Wert aufweisen. Unter diesen Oberflächenschichten befinden sich gelb-braune Lehm- und Tonerden mit bis zu 1/3 Gesteinsanteil. 
Das Gebiet wird dem Klimatyp IV zugerechnet, mit einer Trockensaison von Dezember bis März, den Rest des Jahres können teils starke Regenfälle niedergehen. Die kältesten Monate sind Dezember und Januar mit einer Tagesdurchschnittstemperatur von 30 °C, der wärmste Monat ist der März mit einer Tagesdurchschnittstemperatur von 32 °C.  
Flachlandwälder bedecken zu 80 % die Fläche des Naturschutzgebietes, 2 % sind Heidevegetation, 9 % entfallen auf die landwirtschaftliche Nutzung, 7 % sind Forstplantagen, in denen z. B. der Teakholzbaum Acasia mangium gepflanzt wird und 2 % werden von Flüssen und Seen, wie den Timolan See, bedeckt. In dem Naturschutzgebiet entspringen die Flüsse Labangan, Dinas, Limonan, Lapuyan und Kumalarang und bilden die Hauptwasserversorgung der umliegenden Gemeinden und der landwirtschaftlich genutzten Flächen.
In diesem Naturschutzgebiet leben eine Vielzahl von Tieren wie der Philippinenhaubenadler, der Affenadler, der Rotsteißkakadu, die Brahmanenmilane, Hornvögel, Enten, der Philippinen-Koboldmaki, Philippinisches Pustelschweine, Asiatische Zibetkatzen, Warane und viele andere mehr.